# موناسوو
موناسوو (به لاتین: Munasovo) یک منطقهٔ مسکونی در روسیه است که در باشقیرستان واقع شده‌است.